# Jezus-Eik
Jezus-Eik (in het Frans Notre-Dame-au-Bois) is een gehucht in de Belgische provincie Vlaams-Brabant. Het ligt in de gemeente Overijse, zo'n 4,5 km ten noordwesten van het centrum van Overijse, aan de rand van het Zoniënwoud, op de grens met Tervuren en de Brusselse gemeente Oudergem.

## Geschiedenis
Het gebied lag vroeger volledig in het Zoniënwoud, dat hier werd doorsneden door de steenweg Brussel naar Waver.
Hier stond een eik, die al verschillende keren door de bliksem was geraakt. Om onheil en de duivel af te wenden spijkerde men een kruisbeeld aan deze "duivelseik". Rond 1636 liet een Brusselaar hier een Mariabeeldje bevestigen en daarna zou het aantal wonderlijke genezingen hier zijn gestegen. Jezus-Eik groeide zo uit tot een bedevaartsplaats. De pastoor van Tervuren richtte er een altaar op en door het succes werd een kerk opgericht, afhankelijk van de Abdij van Park. In 1700 werd dit een parochiekerk.
Op de Ferrariskaart uit de jaren 1770 is de plaats te zien als een gehuchtje, midden in het Zoniënwoud, aangeduid als N.D. au Bois (Notre-Dame-au-Bois). Op het eind van het ancien régime werd Jezus-Eik een gemeente, maar deze werd in 1810 alweer opgeheven en bij Overijse gevoegd.
De rand van het Zoniënwoud werd teruggedrongen, waardoor Jezus-Eik aan de bosrand kwam te liggen. In de loop van de twintigste eeuw werd in het gebied tussen Jezus-Eik en Overijse nieuwe woonwijken aangelegd, waardoor het gehucht vergroeide met de rest van Overijse. 

## Bezienswaardigheden
- De Onze-Lieve-Vrouwekerk
- Het Rectorshuis (Jezus-Eik)
- Het Mariahof
- Het Kasteel de Marnix
- Het Château du Prince Léopold
- Het Kasteel Terblock
- Het Kasteel de Meeus

## Natuur en landschap
Jezus-Eik ligt aan de zuidrand van het Zoniënwoud op een hoogte van 80-122 meter. De plaats is ontstaan daar waar begin 19e eeuw de zuidrand van het Zoniënwoud werd verkaveld. Het belangrijkste natuurgebied is het Marnixbos, behorend bij het Kasteel de Marnix.
Naast de Onze-Lieve-Vrouwekerk bevinden zich de lokalen van de jeugdbeweging "Chiro Jezus-Eik".

## Verkeer en vervoer
Door Jezus-Eik loopt de steenweg Brussel-Waver (N4) en de snelweg E411. De plaats ligt even ten zuidoosten van het Leonardkruispunt bij Brussel.

## Afbeeldingen

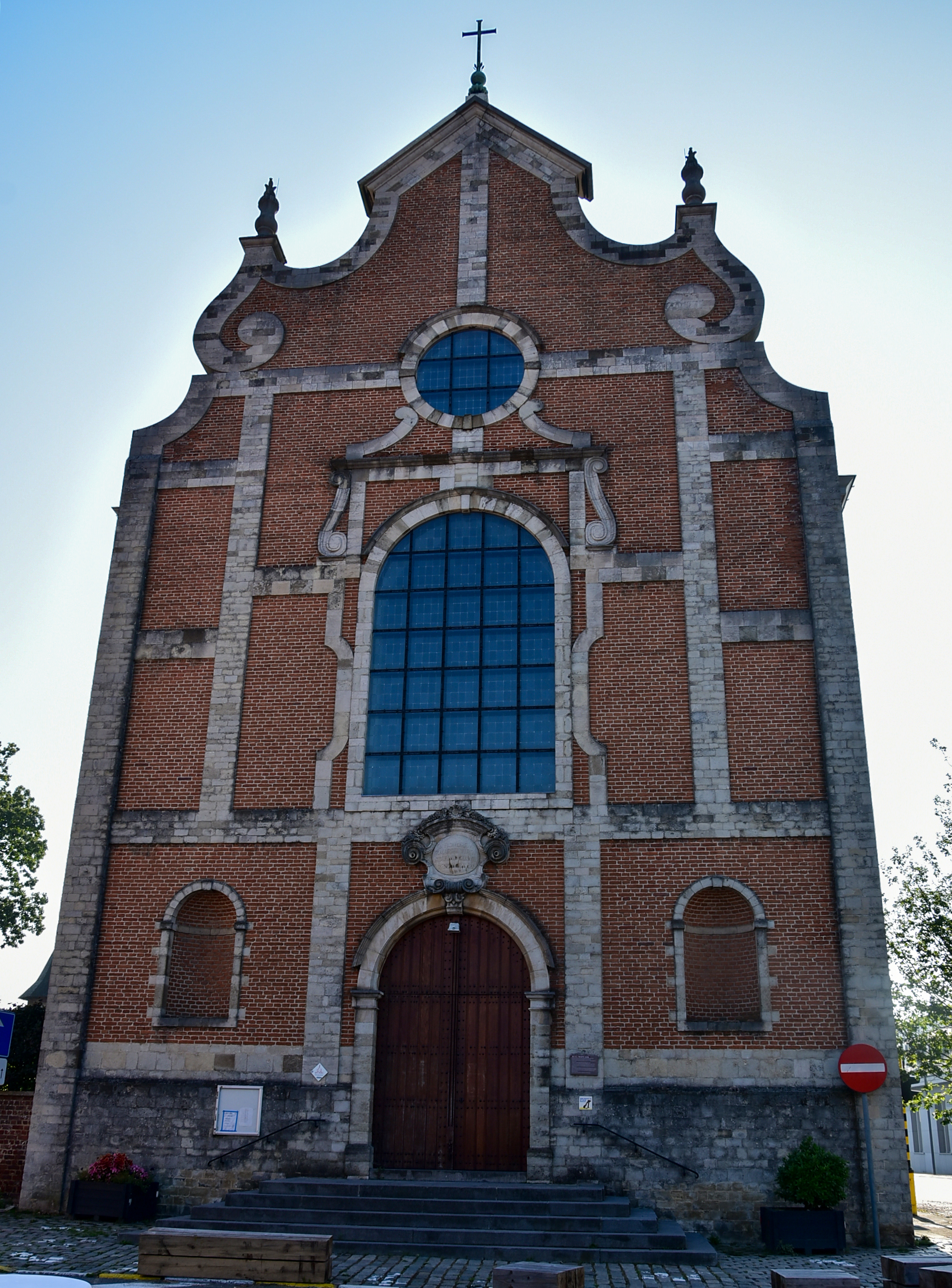
Onze-Lieve-Vrouwkerk
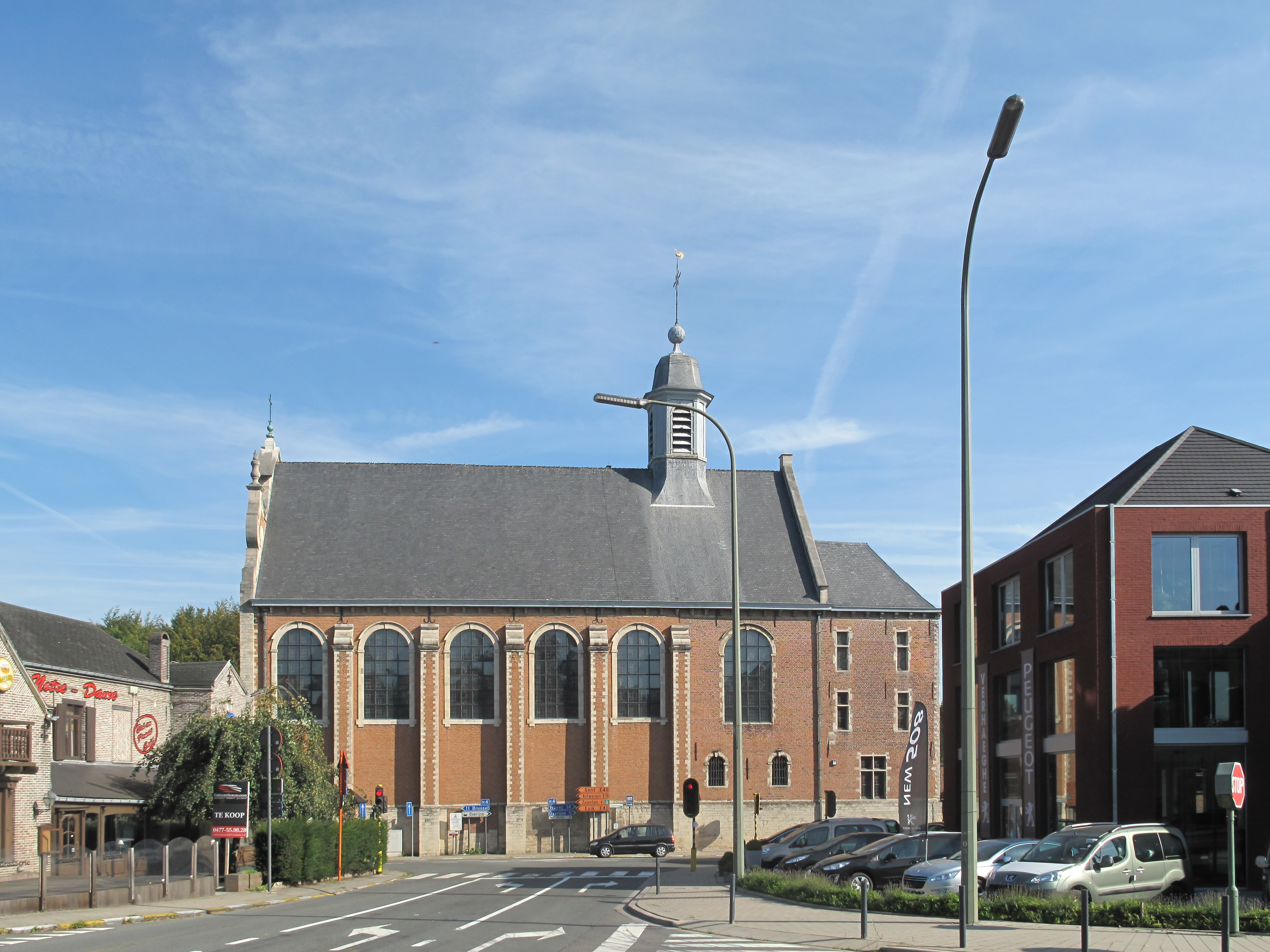
Onze-Lieve-Vrouwkerk
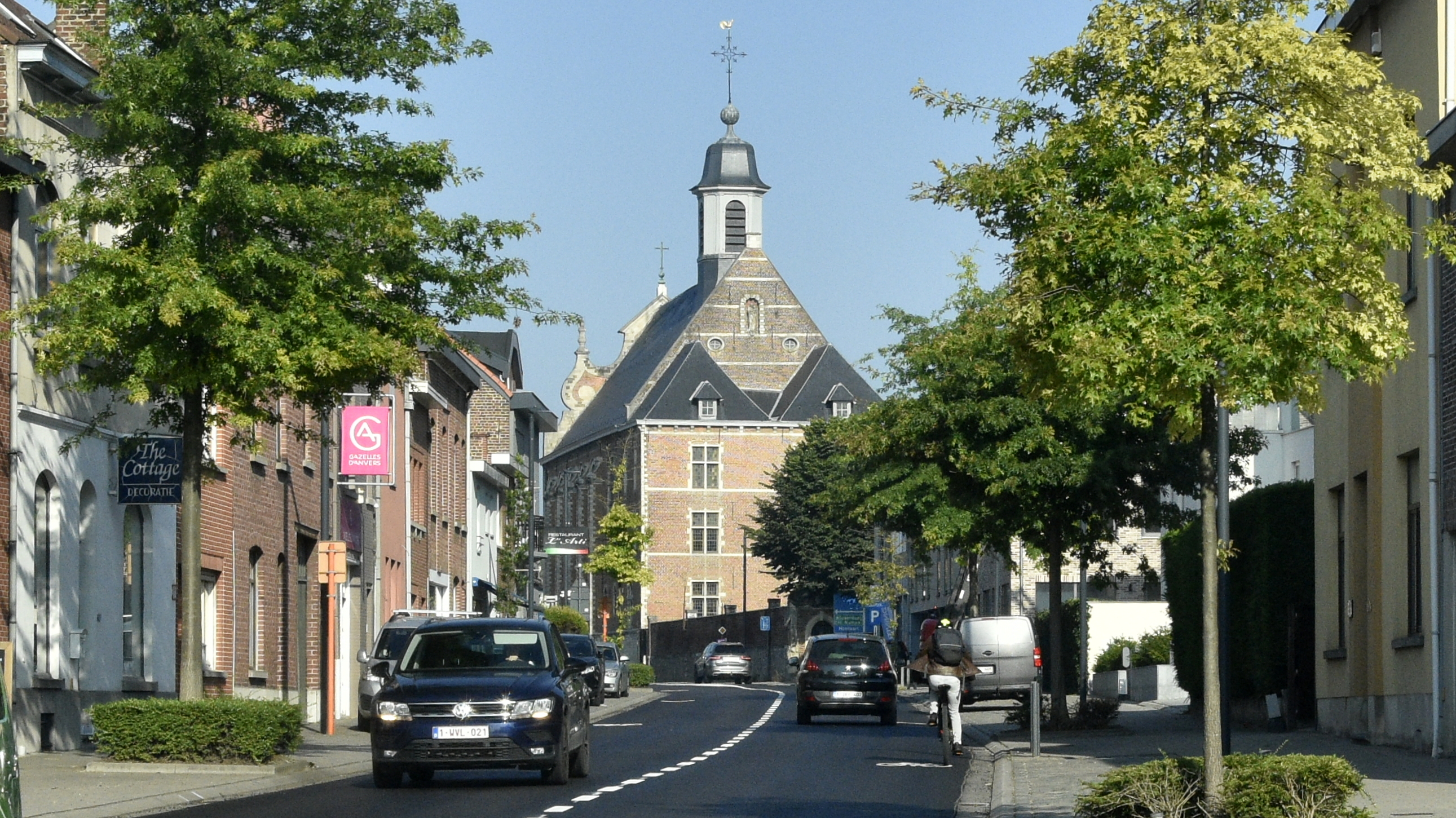
Centrum
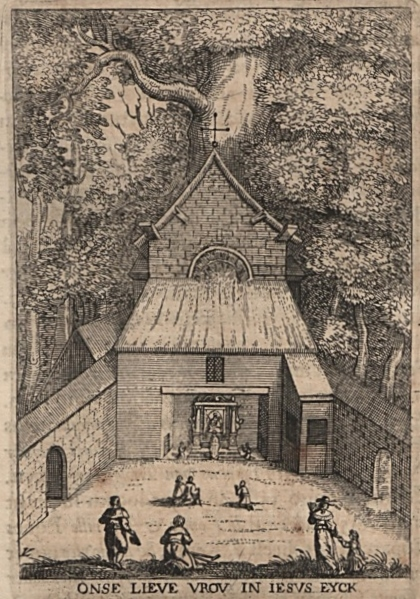
Jezus-Eik in het midden van de 17e eeuw (afbeelding uit Chorographia Sacra Brabantiae)
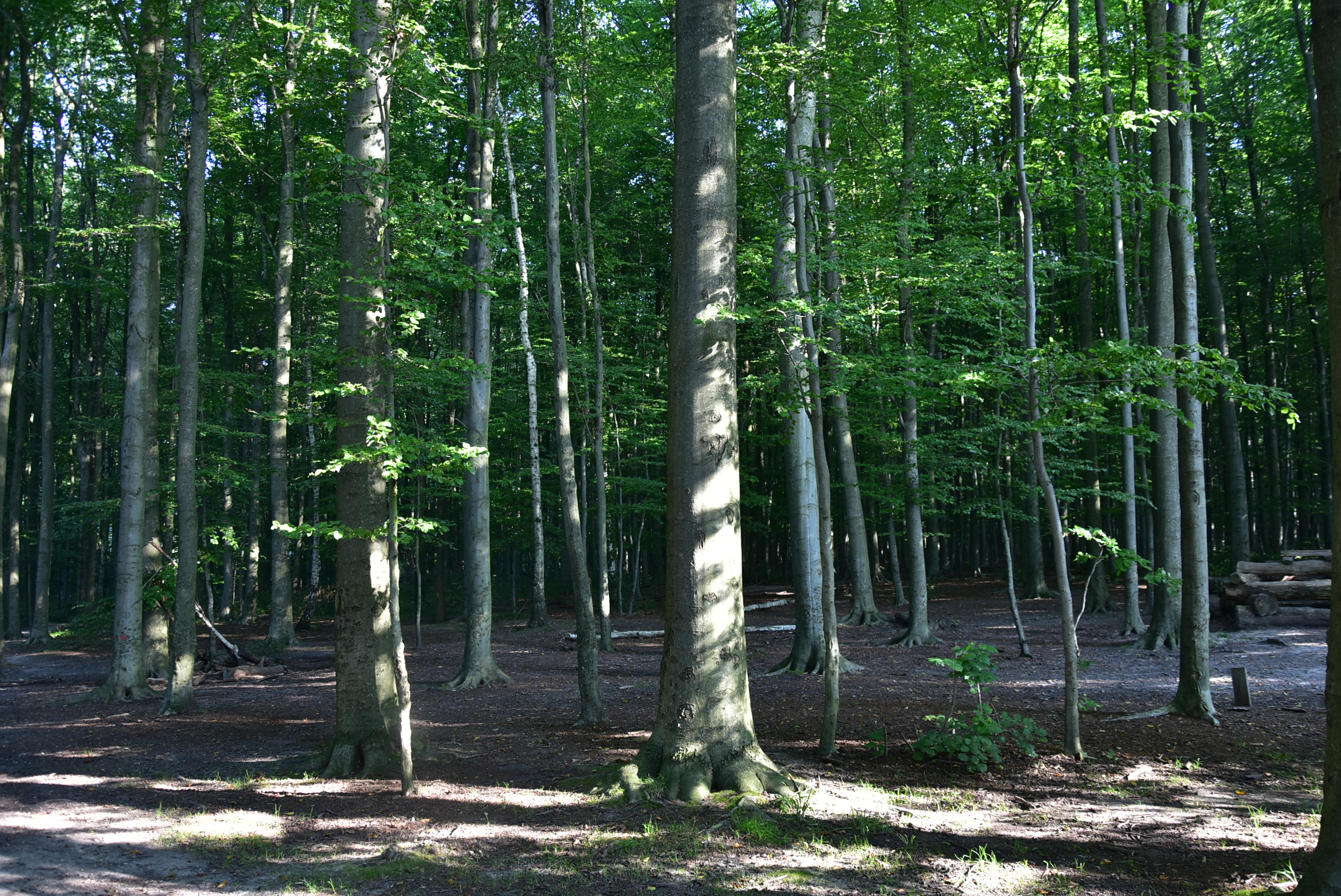
Zoniënwoud in Jezus-Eik

## Nabijgelegen kernen
Oudergem, Hoeilaart, Overijse, Tervuren

## Verder lezen
- Van Istendael, Geert Jezus-Eik. Zijn kapel, woud en boterhammen met platte kaas (In: België, een parcours van herinnering, Deel II, pp. 378 - 389). Bert Bakker, 2008.
- Craig, Harline Miracles at the Jesus Oak: Histories of the Supernatural in Reformation Europe, Yale University Press, 2003.
- Craig, Harline Wonderen van Jezus-Eik, Mirakelverhalen uit De 17e eeuw, Uitgeverij Prometheus, 2003.
- Belgica Sacra (Engelstalige blog van Rafal ), post The Miracles at Jezus-Eik, 27 januari 2018: https://monasticbelgium.blogspot.com/2018/01/the-miracles-at-jezus-eik.html